# Румунија на Дечјој песми Евровизије
Румунија је седам пута учествовала на Дечјој песми Евровизије, први пут када је такмичење основано, 2003.

## Представници
| Година    | Извођач(и)         | Песма                 | Пласман          | Поени            |
| --------- | ------------------ | --------------------- | ---------------- | ---------------- |
| 2003      | Bubu               | Tobele sunt viaţa mea | 10               | 35               |
| 2004      | Noni Răzvan Ene    | Iţi mulţumesc         | 4                | 123              |
| 2005      | Alina              | Ţurai                 | 5                | 89               |
| 2006      | New Star Music     | Povestea mea          | 6                | 80               |
| 2007      | 4Kids              | Sha-la-la             | 10               | 54               |
| 2008      | Mădălina & Andrada | Salvaţi planeta!      | 9                | 59               |
| 2009      | Ioana Anuţa        | Ai puterea în mâna ta | 13               | 19               |
| 2010–2025 | Није учествовала   | Није учествовала      | Није учествовала | Није учествовала |

## Организовање Дечје песме Евровизије
| Година | Град     | Место одржавања  | Водитељ(и)                       |
| ------ | -------- | ---------------- | -------------------------------- |
| 2006   | Букурешт | Сала Поливалента | Андреа Марин-Баника и Јоана Иван |